# Serviço Meteorológico dos Açores
O Serviço Meteorológico dos Açores (1901-1946) foi um serviço estatal de observação meteorológica e geofísica criado por Lei de 12 de junho de 1901, com o objectivo de realizar observações regulares no arquipélago dos Açores, as quais eram enviadas por cabo submarino para os observatórios europeus.

## História
A criação do Serviço deveu-se à iniciativa de Francisco Afonso Chaves que, com o apoio de Alberto I, Príncipe do Mónaco, desenvolveu uma persistente campanha internacional a favor da criação de um Serviço Meteorológico Internacional nos Açores. Quando o processo se gorou por razões geopolíticas, relacionadas com a oposição britânica à internacionalização do serviço e ao medo português de erodir a soberania sobre o arquipélago, foi criado um Serviço Meteorológico dos Açores, a funcionar no âmbito do Ministério responsável pela educação, sob controlo exclusivo do Estado português. Esta criação deveu-se à compreensão do açoriano Ernesto Rodolfo Hintze Ribeiro, então Presidente do Conselho de Ministros.
Sob o impulso do seu primeiro director, o próprio Afonso Chaves, o serviço prosperou, ganhando prestígio internacional e sendo pioneiro em áreas como a sismologia e a observação geomagnética. Conseguiu criar uma rede de quatro observatórios (Observatório Afonso Chaves em Ponta Delgada, Observatório José Agostinho em Angra do Heroísmo, Observatório Príncipe Alberto do Mónaco na Horta e Observatório de Santa Cruz das Flores), a que acresciam estações para estudos climáticos no Pico e um Observatório Magnético e Sismológico na Fajã de Cima.
Após o falecimento de Afonso Chaves, a direcção do Serviço foi assegurada por José Agostinho, outro cientista de nomeada.
O Serviço Meteorológico dos Açores foi extinto em 1946, quando foi instituído, pelo Decreto-Lei n.º 35836, de 29 de Agosto de 1946, o Serviço Meteorológico Nacional (SMN), o predecessor do actual Instituto de Meteorologia.
Com a criação do SMN, que teve como primeiro director o açoriano Herculano de Amorim Ferreira, extinguiram-se os diversos serviços meteorológicos existentes em Portugal, então dispersos em sete organismos do Estado: no Secretariado da Aeronáutica Civil (Presidência do Conselho), no Observatório do Infante D. Luís e no Serviço Meteorológico dos Açores (Ministério da Educação), nos Ministérios da Guerra, da Marinha e das Colónias e na Direcção-Geral dos Serviços Agrícolas (Ministério da Economia).